# Mário Augusto Teixeira de Freitas
Mário Augusto Teixeira de Freitas (* 31. März 1890 in São Francisco do Conde in Bahia Recôncavo; † 22. Februar 1956 in Rio de Janeiro) war ein brasilianischer Statistiker.

## Leben
Mário Augusto Teixeira de Freitas war ein Urenkel von Augusto Teixeira de Freitas. Ab 1908 wurde er in der Generaldirektion für Statistik im Ministerium für Landwirtschaft, Transport und öffentliche Arbeiten beschäftigt und schloss 1911 ein Studium der Rechtswissenschaft und der Sozialwissenschaft an der Universidade Federal do Rio de Janeiro ab.
1920 wurde er mit der Volkszählung in Minas Gerais beauftragt.
Er leitete das Statistische Amt im Bundesstaat Minas Gerais und veröffentlichte ein statistisches und ein demografisches Jahrbuch sowie 1926 den Atlas Corográfico Municipal de Minas Gerais (Stadtplansammlung der Municipios von Minas Gerais).
1930 wurde er von Getúlio Vargas mit der Leitung der Abteilung Statistik im Bildungsministerium betraut und entwickelte ein Konzept für das Erheben und Auswerten von statistischen Daten in Brasilien, woraus sich 1934 das Dekret zur Gründung des Instituto Brasileiro de Geografia e Estatística, dem IBGE, ergab.
1958 wurde nach ihm die Gemeinde São José de Itanhém in Teixeira de Freitas umbenannt.